# Riegrovo náměstí (Poděbrady)
Riegrovo náměstí se nachází ve městě Poděbrady. Vzniklo na konci 19. století. Od roku 1911 je pojmenováno po českém politikovi Františku Ladislavu Riegrovi. Na náměstí se nachází několik významných budov, například Hotelová škola, Městská spořitelna, první poděbradský hotel (pozdější Hotel Hubert) a první lázeňský penzion Chodská. Je zde také veřejné pítko minerální vody Poděbradka - Riegrův pramen.

## Historie

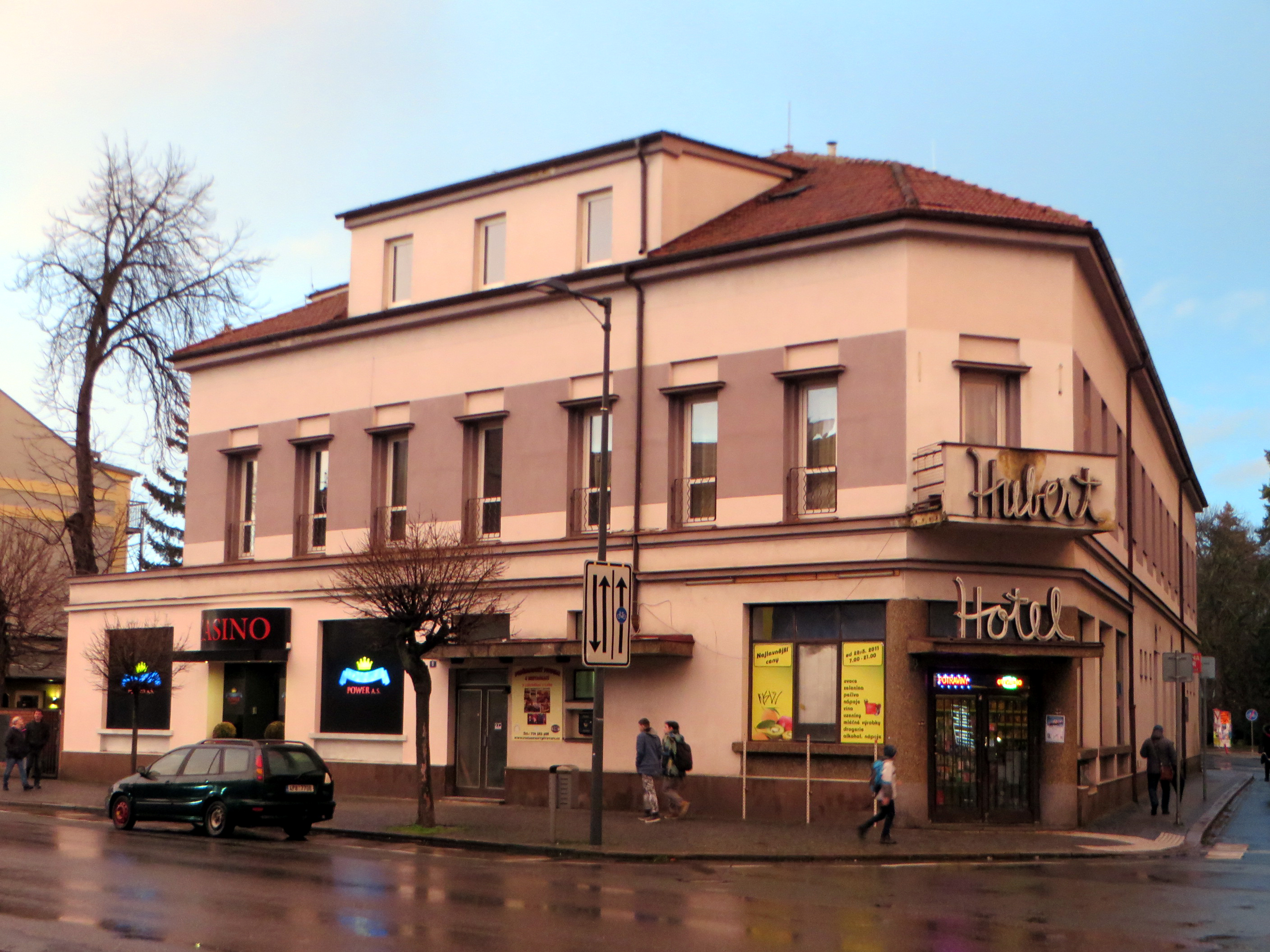
Roku 1884 postavený první poděbradský hotel, pozdější Grand Hotel Urazil a již nefungující Hotel Hubert.

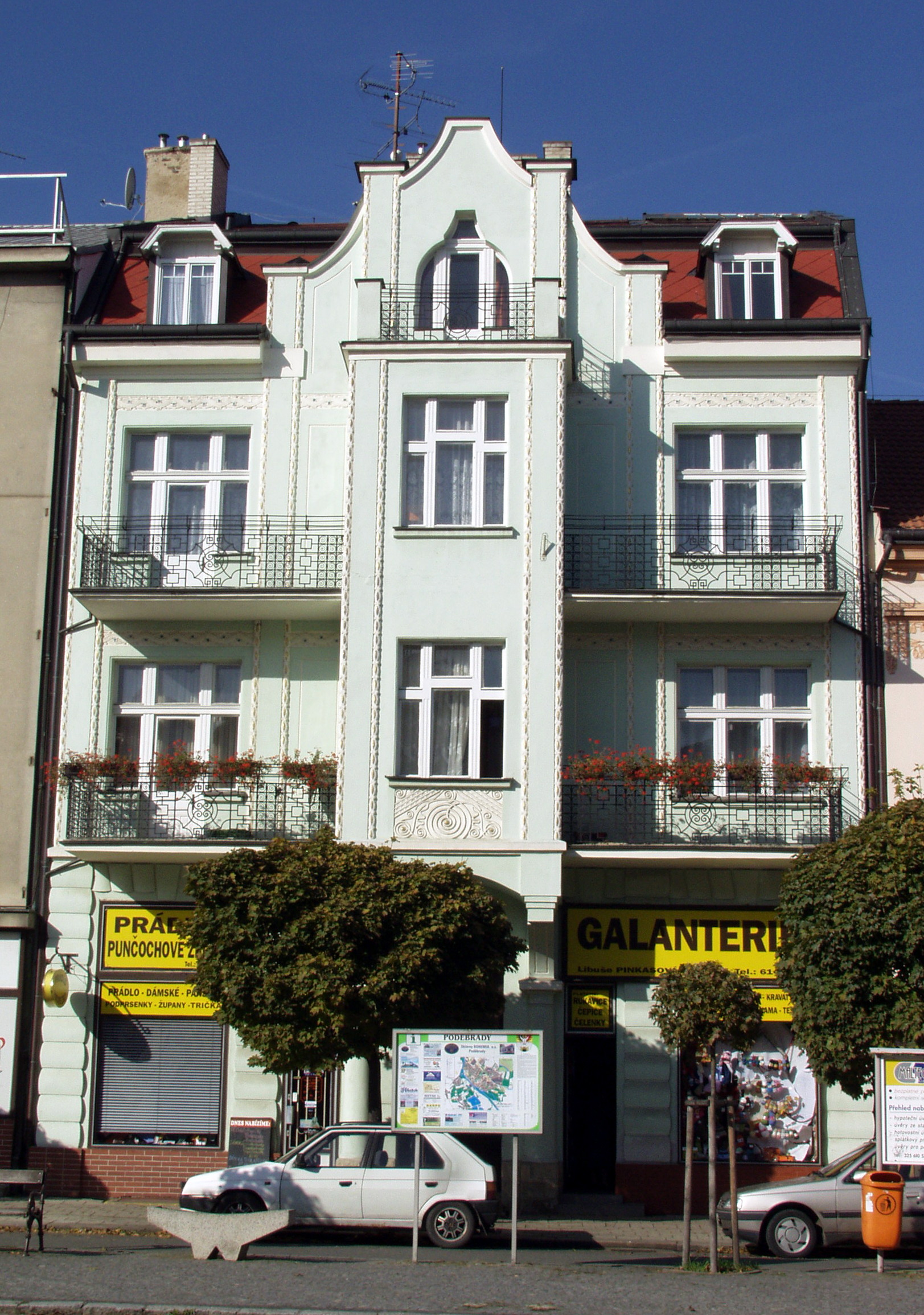
Secesní dům

Prostor dnešního Riegrova náměstí byl ve středověku prázdný. V 16. století tu byla špitálská pole a obecní pozemky, kterými procházela cesta do Pátku. Místu se říkalo Průhon. V místě dnešní hotelové školy byl malý rybníček Čeperka. V 17. století v jeho okolí vzniklo několik zemědělských usedlostí, chalup, zahrad a velký obecní dvůr. Do poloviny 19. století místo vypadalo jako vesnická náves s rybníčkem. Rybníček byl později zasypán. Roku 1859 byl na náměstí postaven dřevěný misijní kříž, roku 1886 nahrazený kovovým křížem na kamenném podstavci. V jeho blízkosti byla kamenná kašna.
Roku 1870 začala severně od města fungovat železnice, přičemž v blízkosti nádraží vzniklo několik průmyslových podniků (pila, sklárna, olejna, uhelné sklady). Pro dopravní spojení nádraží s centrem města byla roku 1872 vybudována dlážděná Nádražní ulice (nyní Fügnerova), která se napojovala na Nové náměstí. Dominantním prvkem náměstí se stala roku 1878 dokončená dvoupatrová budova chlapecké školy (pozdější Hotelová škola Poděbrady), tehdy po zámku druhá největší stavba ve městě. Na místě zbořeného hostince U Zlaté hvězdy byl roku 1884 podle návrhu Josefa Profta postaven první hotel ve městě. Později dostal jméno Grand hotel Urazil a nakonec Hotel Hubert.
Proměnu celého prostoru urychlil vznik poděbradských lázní roku 1908 a následných několik dekád prosperity. Roku 1911 byl na náměstí navrtán Riegrův pramen Poděbradky, čímž náměstí získalo své jméno. Po obvodu náměstí byly stavěny nové městské domy. Na východní straně to byl vedle zmíněného hotelu Urazil například patrový secesní dům s freskou (čp. 33/III) z roku 1907, dále například patrový obchodní dům (čp. 170/III) a dům s dílnou (čp. 178/III), ve 20. letech přestavěný Vojtěchem Kerhartem na Hotel Praha.
Nově byla vybudována i západní strana náměstí. Na počátku 20. století tam secesní dům (čp. 8/III) postavil zubař Gála. Ve vedlejším secesním domě (čp. 9/III) měl ordinaci kardiolog Václav Libenský. Roku 1908 nechal lékař Jakub Vondrovic na nároží Lázeňské ulice postavit nejstarší lázeňský (a dnes zaniklý) penzion Chodská. Ten roku 1910 významně rozšířil přístavbou druhé budovy s ordinací (čp. 10/III) od architekta Františka Jandy. Naproti chlapecké škole byla ve 20. letech postavena Městská spořitelna (čp. 4/III) od architekta Františka Kerharta.
Ve 20. letech bylo náměstí vydlážděno, byla z něj odstraněna kašna a misijní kříž přesunut do parku v Jiráskově ulici.
V letech 1975–1987 byla zbourána celá severní strana Lázeňské ulice a na ni navazující část Fügnerovy ulice. Plány na stavbu velkého lázeňského komplexu se neuskutečnily, místo nyní slouží jako parkoviště.

## Rodáci
- František Bláha – voják, generál a jeden z vrchních velitelů Obrany národa